# Citizen
Citizen Holdings Co., Ltd. (シチズンホールディングス株式会社 Shichizun Hōrudingusu Kabushiki-gaisha?) es la compañía matriz del grupo corporativo japonés Citizen con base en Nishitokyo Tokio, Japón. Tiene relación con la marca de relojes Citizen asociada con la compañía estadounidense Bulova conocida por la fabricación de pequeños equipos electrónicos como las calculadoras.

## Historia
La compañía fue fundada originalmente como Shokosha Watch Research Institute en 1918, que actualmente se le conoce como el fabricante de herramientas y máquinas de precisión, CINCOM, así como los relojes CITIZEN. El nombre comercial actual se originó de los relojes de bolsillo llamados CITIZEN, vendidos en 1924. En 1930 la compañía nombró a Yosaburo Nikajima como presidente de la compañía.
Pero en 1930 inversionistas japoneses y suizos se hicieron cargo de Shokosha Watch Research Institute (fundado en 1918) y tuvieron facilidades para ensamblar una planta la cual entró en operación en Yokohama en 1912 por el fabricante suizo Rodolphe Schmid.
La marca citizen fue inicialmente registrada en Suiza por Schmid en 1918 para la venta de relojes en Japón. El desarrollo de esta marca fue apoyada en los años 1920's por Count Gotō Shinpei con la esperanza de que los relojes pudieran ser aceptados por el público. El crecimiento de Citizen hasta la Segunda Guerra Mundial la tecnología era transferida de Suiza.

## Productos

### Cronometraje atómico
Citizen lanzó al mercado mundial, el primer reloj-cronómetro multibanda atómico en 1993 siendo el pionero en este campo. Sincronizando los relojes atómicos, estos relojes tienen una precisión de un segundo en cien mil años.
El Skyhawk (ojo de halcón) AT es un cronometró que tiene como cualidad el ser controlado por radio. Los relojes pueden sincronizarse con el radio en Japón, Norteamérica (Canadá, Estados Unidos y México) y en Europa, de manera automática, seleccionando la correcta frecuencia para su localización. El reloj tiene actualmente registros para dos zonas del hogar y también sincroniza regiones externas del hogar. Cuando se viaja, puede intercambiar regiones del hogar y regiones mundiales. Tienen la propiedad de emisión de señal de un continente a otro mientras retiene el otro tiempo. El día, fecha y el resguardo de luz son automáticos cuando el reloj se sincroniza. Esas cualidades son comparadas a la sincronización encontradas en los relojes atómicos Casio Wave Ceptor.
The Perpetual Chrono A-T sincronizado con los relojes atómicos en Colorado, Estados Unidos o en Alemana, dependen de una fuerte señal de localización para incorporar la tecnología Eco-Drive que no requiere de una batería.

### Bulova UHF movement
En el 2010, Miyota (Citizen Watch) de Japón, introdujo el desarrollo de un nuevo movimiento. (UHF 262 kHz) que usa el cristal de cuarzo de tres puntas para la línea Precisionist or Accutron II, un nuevo tipo de reloj de cuarzo con elevada frecuencia (262.144 kHz) siendo aclamado por tener una exactitud de +/- 10 segundos al año y un segundero de barrida suave en lugar de uno que salta cada segundo.

### Chronomaster
Precisión de 5 segundos por año, la línea Chronomaster es no oficialmente el reloj fabricado con cristal de cuarzo más preciso. Se venden solo para el mercado japonés pero se puede obtener internacionalmente en Internet.

### Relojes contemporáneos
Citizen también produce línea independiente de relojes, modernos, con diseño contemporáneo que la marca tradicional Citizen. Dependiendo del mercado, estos relojes puede ser sellados como "secretos", "Faros" y otras marcas.

### Cierre desplegable DCP
El cierre desplegable con un botón de empuje (DCP) es utilizado en muchos relojes de brazalete Citizen. El cierre desplegable como el Calibre 8700, es también usado con correas de cuero y en brazaletes metálicos. Cuando se abrocha el cierre rápido, la correa presenta el aspecto normal de un cierre de hebilla.

### Relojes de buceo NY0040-09EE (incluyendo el Fugu)
En 1959, Citizen lanzó el Parawater, siendo el primer reloj de buceo japonés de pulsera totalmente impermeable. Se convirtió en el precursor de la marca Citizen para submarinismo, denominado posteriormente en 1982 Promaster Marine. También en 1982, Citizen lanzó el reloj 1300 m Professional Diver, un reloj de pulsera récord mundial de resistencia a la presión del agua en su momento.
El Fugu de Citizen se convirtió en un modelo icónico en el mundo del buceo. Cuando fue lanzado en 1989, los aficionados al buceo lo apodaron fugu, por el pez globo japonés. El bisel del reloj se alterna con bordes suaves y aserrados para dar un agarre en condiciones acuáticas, con la forma inspirada en el pez globo. Citizen finalmente adoptó el nombre oficial de Fugu, grabando finalmente en algunos modelos en el fondo de la caja el logo del pez globo. En 1993 el Comando Raggruppamento Subacquei e Incursori Teseo Tesei adoptó el Fugu NY004 para su uso oficial. Todos los modelos Fugu están certificados por la ISO 6425 para su uso y fiabilidad bajo el agua, resistente a golpes y al magnetismo, y resistente a las tensiones generadas por el cambio de la temperatura del agua. Los relojes de la serie del Fugu original (NY004, NY008 y NY009) fueron muy criticados por el tipo de bisel y por carecer de cristal de zafiro. Estos cambios fueron posteriormente agregados a los modelos NY011 lanzados en el año 2020. Con la adopción del movimiento Miyota 8203, el Fugu pasó a ser un reloj automático, una ventaja importante sobre su antiguo competidor, el Seiko SKX.
Entre los relojes certificados a nivel mundial por ISO para buceo profesional, el Fugu se ha convertido en uno de los relojes mecánicos producidos continuamente durante más tiempo.

### Eco-Drive
Los relojes Eco-Drive utilizan una batería que se recarga por un panel solar colocado debajo de la carátula del reloj. El raro y ahora descontinuado serie Eco-Drive Duo, la recarga solar fue sustituida por un mecanismo automático que alimenta el movimiento de cuarzo. En los primeros modelos, llamado Citizen Vitality, se utilizaba las manos para manejar un pequeño generador eléctrico, pero fue retirado por las complicaciomes que se presentaban en su manejo y en las lesiones que se originaban en las muñecas. El modelo Eco-Drive Thermo que explotaban la diferencia de temperatura entre la piel y la del medio ambiente para recargar la batería. Pero el único Eco-Drive descrito en la página oficial de Citizen es el que depende solamente de la luz para recarga. Características similares al Eco-Drive han sido desarrolladas por otras fábricas como Casio y Junghans. Todos los Citizen Eco-Drive son fabricados en Japón pero en el caso de brazaletes pueden también ser fabricados en China.

### Noblia
Em 1985 el reloj Zen Noblia Ultra Slim fue introducido en la gama de modelos de Citizen. De 1986 a 1977, la compañía ofreció relojes bajó la marca Noblia. Estos fueron un segmento de alto precio y combinados con diseños clásicos y con movimientos modernos de cuarzo. Noblia fue un proveedor y patrocinador de la Copa Louis Vuitton y del Star North American Championship. Noblia fue descontinuado en 1997 después de haber liberado una colección de relojes de cerámica.

### Q&Q SmileSolar
Q&Q SmileSolar es una línea de relojes solares, que no requieren de cambio de batería. Fabricados de materiales recicables, teniendo resistencia al agua con promedio de 10 Bar. Esta línea de relojes, también sostiene a gente mediante donación con la compra de cada reloj.

### Otros productos
Citizen también produce calculadores y pequeños organizadores electrónicos. Algunos dispositivos que no están relacionados con los relojes, como televisiones manuales y computadoras, han sido fabricadas bajo la marca Citizen,
Durante los años 1980's un número de juegos electrónicos manuales fueron vendidos bajo la marca Q&Q.
A principios y mediados de los años 1990's Citizen se unió a Compaq Computer Corporation para fabricar computadoras en Japón para la marca Japan and Far Eastern para vender bajo el nombre Compaq.
El 10 de enero de 2008 Citizen compró la Bulova Watch Company por 250 millones de dólares, siendo el Grupo Citizen el mayor fabricante de relojes del mundo.
En 2016, Citizen adquiered the Swiss Frédérique Constant Group.[16]

## Divisiones
- Citizen Watch Co., Ltd.
- Japan CBM Corporation
- Citizen Systems Japan Co., Ltd.
- Citizen Miyota Co., Ltd.
- Citizen Fine Tech Co., Ltd.
- Citizen Seimitsu Co., Ltd.
- Citizen Watch Company of America

## Patrocinio
- Abierto de Estados Unidos - Cronómetros y relojes[4]
- ISU - Campeonato Mundial de Patinaje Artístico sobre Hielo[4]